# Kati-Claudia Fofonoff
Kati-Claudia Fofonoff (Ivalo, 8 de diciembre de 1947 - 12 de junio de 2011) escritora y traductora sami de Finlandia en lapón (sami de Skolt) y finés. Sus obras se han traducido a lenguas como el noruego o el islandés.

## Obra
- Parnasso 2 1982 (poemario en finés)
- Koparat: joulukoparat 1987 (poemario en finés)
- Paatsjoen laulut - Pââšjooǥǥ laulli 1988-1989 (libro y casete)
- Jânnam muttum nuuʹbbiooʹri 1998 (poemario en sami de Skolt)
- Vuämm Jeeʹelvueiʹvv. Mainnâz. 2004
- Vanha jäkäläpää 1-2 2005 (CD)
- Suonikylän poluilta 1-3 2005 (CD)

## Traducciones
- Antoine de Saint-Exupéry: Uʹcc priinsâž 2000 (El principito en sami de Skolt)